# ГАЕС Вендефюрц
ГАЕС Вендефюрц — гідроакумулювальна електростанція на сході Німеччини у федеральній землі Саксонія-Ангальт.
Станцію спорудили на південний захід від Магдебургу, в долині річки Боде (ліва притока Заале із басейну Ельби). Як нижній резервуар використовується водосховище греблі Вендефюрц, спорудженої передусім для контролю паводків. Будівництво цієї бетонної гравітаційної греблі велось з 1957 по 1967 роки, її висота 44 метри, довжина 230 метрів, об'єм створеного водосховища — 9,2 млн м3.
Будівництво самої ГАЕС велось із 1960 по 1968 роки. В межах проекту на висотах південного берегу Боде спорудили штучний верхній резервуар, який не має природного припливу. Його об'єм 1,97 млн м3, що при напорі у 126 метрів дозволяє запасати еквівалент 0,5 млн кВт-год.
Від верхнього резервуару до машинного залу ведуть два водоводи довжиною біля 400 метрів та діаметром 3,4 метра. Сам зал обладнаний двома турбінами типу Френсіс потужністю по 40 МВт та двома насосами потужністю по 36 МВт.
Роботу станції забезпечує ЛЕП, що працює під напругою 110 кВ.
Ефективність гідроакумулювального циклу станції складає 71 %.